# Guo Lanying
Guo Lanying (xinès simplificat: 郭兰英, pinyin: Guō Lányīng; Pingyao, Shanxi, desembre de 1929) és una famosa soprano d'òpera xinesa, coneguda per cantar cançons patriòtiques com "Nanniwan" (1943), i la cançó de la pel·lícula Shangganlin, "Wo de Guojia" (1956).
Va nàixer en una família pobra a Pingyao, al centre de Shanxi, i va començar a estudiar Shanxi bangzi, una forma d'òpera local, als sis anys. Va actuar amb la companyia de teatre local a Taiyuan, la capital provincial, als 11 anys.
A la dècada del 1940, es va especialitzar en òpera a la North China United University, i va actuar amb el grup de cançons i dansa de la universitat. Amb el grup, va interpretar molts drames de dansa.
Després de la revolució xinesa, Guo es va convertir en l'intèrpret principal del Teatre de la Cançó i la Dansa del Conservatori Central de Música, l'Òpera Experimental Central i l'Òpera de la Xina. Va interpretar els papers principals en moltes òperes noves, com La xica dels cabells blancs i El casament de la jove Er Hei. A la dècada del 1960 va aparèixer a la pel·lícula L'Orient és roig.
Juntament amb la cantant Wang Kun, va ser membre de la primera generació d'artistes xinesos que es van formar a l'estranger. Va visitar la Unió Soviètica, Romania, Polònia, Txecoslovàquia, Iugoslàvia, Itàlia, Japó i altres nacions.
Guo es va jubilar el 1982 i va continuar ensenyant al Conservatori de Música de la Xina de Pequín. El 1986 va establir l'Escola d'Art Guo Lanying a Guangdong.